# 羅伯特·史威爾斯
羅伯特·本傑明·史威爾斯（英語：Robert Benjamin Silvers，1929年12月31日—2017年3月20日）是著名書評人，《紐約書評》的創辦人，擔任《紐約書評》的編輯超過五十年。

## 生平
史威爾斯畢業於芝加哥大學，又曾到耶魯法學院修讀，但未畢業就已經擔任政治家切斯特·鮑爾斯的新聞秘書，後來他加入軍隊被派駐北約駐巴黎辦事處。回到美國後，他積極參與書評工作，並與芭芭拉·愛潑斯坦及伊麗莎白·哈德威克等人於1963年聯合創辦《紐約書評》，與芭芭拉擔任共同編輯直至芭芭拉於2006年過世。由於羅伯特·史威爾斯在文壇貢獻良多，於2012年獲時任美國總統奧巴馬頒贈國家人文獎章。
2017年3月，羅伯特·史威爾斯因病逝世。